# Cachaço
Ne doit pas être confondu avec Cachaço (Brava).
Cachaço est un village du Nord-Ouest de l'île de São Nicolau au Cap-Vert.

## Géographie
Il est situé à 5 km à l'Ouest de Ribeira Brava, carrefour menant à Ribeira Brava, Tarrafal et Fajã.
Carvoeiros est traversé par la route nationale EN1-SN01 (Ribeira Brava - Carvoeiros - Cachaço - Tarrafal de São Nicolau).